# Грувлочные соединения
Грувлок или грувлочные соединения (от англ. groove-lock — замок (зажим) с пазом) — это бессварное соединение частей трубопровода при помощи фитингов из ковкого чугуна.

## Описание
Грувлочные соединения представляют собой трубные фитинги, которые соединяются с помощью специальных зажимов. Данные фитинги изготавливаются из ковкого чугуна марки 65-45-12, который обладает прочностью на разрыв в 65 000 фунтов на квадратный дюйм (448 МПа), пределом текучести в 45,000 фунтов на квадратный дюйм (310 МПа) и растяжением в 12 %.
Основными типами фитингов для грувлочных соединений являются муфты, колена, тройники и крестовины, хомуты типа седелка, переходы и заглушки, фланцы и адаптеры. Каждый из этих типов фитингов предназначен для конкретного использования в соответствии с требованиями конкретного трубопроводного проекта.
Грувлочные соединения применяются в различных областях, включая системы водоснабжения и пожаротушения, канализацию, газоснабжение, системы теплоснабжения и кондиционирования в гражданском и промышленном строительстве.

## История
Технология механического соединения труб с помощью грувлок была изобретена во время Первой мировой войны как способ предотвратить утечку горячей смеси в огнеметах и выдержать перепады давления в трубах, содержащих газы и химические вещества.
Запатентовал её английский военный инженер Эрнст Трайб в 1919 году. Впервые грувлоки использовались на кораблях для соединения трубопроводов, их применение значительно облегчило и ускорило монтаж трубопроводов на кораблях и танкерах.
Во время Второй мировой войны грувлочные соединения использовались для ускорения прокладки водо- и топливопроводов на аэродромах, в морских портах, а также непосредственно в зоне военных действий. Важность грувлоков была в том, что они были простыми в использовании и не требовали специального оборудования для сварки или склеивания труб. Это значительно сократило время и затраты на установку трубопроводов в условиях военных действий.
С появлением новых технологий, таких как лазерная сварка, ручная установка грувлочных соединений стала менее распространенной. Однако грувлоки все ещё остаются популярными в некоторых областях, таких как системы пожаротушения, где они представляют собой надежное и безопасное решение для соединения труб.

## Применение
- Грувлочные соединения применяются в следующих областях:
- В системах водоснабжения и пожаротушения;
- В канализации;
- В газоснабжении;
- В системах теплоснабжения;
- В кондиционировании в гражданском и промышленном строительстве.

## Материалы изготовления
Корпуса муфт и фитингов изготавливают из ковкого чугуна. Ковкий чугун марки 65-45-12 обладает прочностью на разрыв в 65 000 фунтов на квадратный дюйм (448 МПа)

## Основные типы фитингов
Основные типы фитингов для грувлочных соединений включают:
- Муфты (разъемные зажимы) с внутренним резиновым уплотнением;
- Колена;
- Тройники и крестовины;
- Хомуты типа седелка;
- Переходы и заглушки;
- Фланцы и адаптеры.

Каждый из этих типов фитингов предназначен для конкретного использования в соответствии с требованиями конкретного трубопроводного проекта.
Для монтажа бессварных грувлок соединений используется стыковые болты с овальным подголовком и высокопрочные шестигранные гайки, которые легко затягиваются одним гаечным ключом или гайковертом.

## Виды резьбы на грувлоке
Существуют два основных типа резьбы на грувлоке — коническая трубная резьба BSPT (British Standard Pipe Tapered Thread) и цилиндрическая трубная резьба BSP (British Standard Pipe Thread), также известная как BSPP. Обе резьбы основаны на резьбе BSW (British Standard Whitworth), разработанной английским инженером и промышленником Джозефом Витвортом в середине 19 века.
Резьба BSPT является конической трубной резьбой и используется в конических резьбовых соединениях, а также в соединениях с внутренней цилиндрической резьбой по ГОСТ 6357-81. Резьба BSPT взаимозаменяема с резьбой отечественного стандарта ГОСТ 6211-81.
Резьба BSP является цилиндрической трубной резьбой, которая также известна как BSPP. Резьба BSP используется в цилиндрических резьбовых соединениях, а также в соединениях с наружной конической резьбой BSPT (ГОСТ 6211-81). Резьба BSP также взаимозаменяема с резьбой отечественного стандарта ГОСТ 6357-81.
Оба типа резьбы широко используются в различных отраслях, таких как системы водоснабжения, газоснабжения, теплоснабжения и кондиционирования воздуха в гражданском и промышленном строительстве.

## Сроки эксплуатации
Уплотнительная прокладка грувлоковых соединений имеет срок службы в 25 лет. Чугунные фитинги, в свою очередь, имеют срок службы в 50 лет. Однако, при эксплуатации трубопроводов с грувлоковыми соединениями необходимо регулярно проводить их техническое обслуживание и заменять изношенные детали, чтобы обеспечить безопасность и надежность работы системы на протяжении всего срока эксплуатации.